# Paciocchini
I Paciocchini sono una linea di giocattoli commercializzata dagli anni settanta dalla GiG.
Negli anni settanta erano pupazzetti di pezza con la testa di plastica e il cappuccetto a punta con il pompon. Solo in seguito sono diventati come adesso. Venivano venduti nelle edicole, in bustine singole o in barattolini, in cui ne erano contenuti due o tre. Rappresentavano una alternativa agli Exogini, ai Kombattini, ai Monster in my pocket e ai Mini Boglins.

## Caratteristiche
I Paciocchini erano pupazzetti di plastica profumata, in voga fin dalla fine degli anni settanta e durante gli anni ottanta. Il colore della pelle poteva essere rosa chiaro, marrone scuro ma anche fucsia, verde o azzurro. Nelle prime edizioni i paciocchini erano rigorosamente nudi, e soltanto successivamente fu introdotto qualche accessorio di abbigliamento. Spesso avevano pannolini, bandane o vestitini di feltro con colori sgargianti, quasi fluorescenti, come nello stile del periodo. Vennero rilanciati anche nel 1990 con i nuovi colori (marroncini e altri colori inverosimili per la carnagione umana come il blu o il verde).
Dagli anni 2000 ne è stata proposta una versione con uno stile più particolareggiato, commercializzata dalla Preziosi Collection. Ogni confezione, oltre a un Paciocchino, conteneva una "Paciocard". I Paciocchini di questa nuova serie indossano sempre un pannolino rosa, blu, rosso, verde, giallo o bianco.

## Nella cultura di massa
- I giocattoli dei Paciocchini vengono citati da Luciana Littizzetto nel suo romanzo Ti amo bastardo del 2004. La Littizzetto utilizza il paragone "moscia come un Paciocchino!"[3]